# Bambini di Terezín

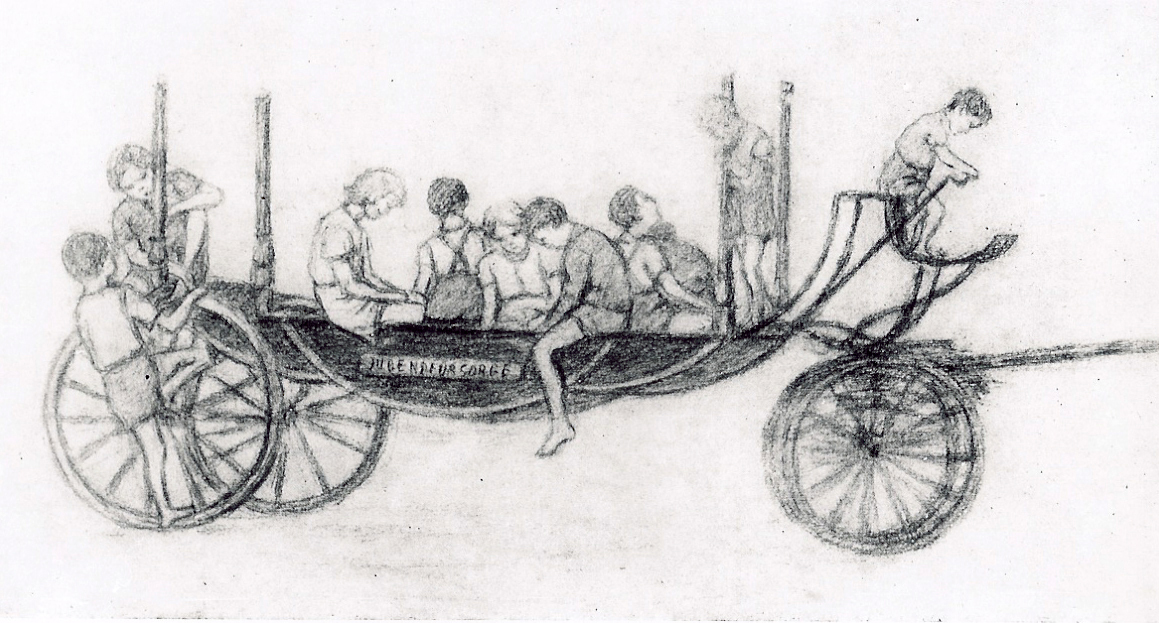
I bambini di Terezín in un disegno di Malva Schalek, artista ceca deportata a Terezín

I bambini di Terezín erano quasi 15.000 minori ebrei (inclusi adolescenti), che tra il 1941 e il 1945, vissero nel Campo di concentramento di Theresienstadt (Terezín). Nonostante la fame, le malattie e le molte privazioni, sotto la guida di alcuni pedagogisti prigionieri con loro nel campo hanno lasciato tracce sorprendenti della loro creatività e voglia di vivere: disegni, racconti, poesie, musica, prima di essere quasi tutti deportati a gruppi nei ghetti della Polonia e quindi direttamente nei campi di sterminio di Treblinka e Auschwitz. L'United States Holocaust Memorial Museum calcola che il «90 per cento di quei bambini morirono nei campi di sterminio».

## Vita e morte nel "ghetto modello" di Terezín
I circa 15.000 bambini e adolescenti di Terezín giunsero al campo come individui o, più comunemente, insieme ai loro genitori o parenti. Non mancarono casi di gruppi speciali di bambini giunti al campo, come i 1260 "bambini di Bialistok" e i bambini degli orfanotrofi nel Grande Reich tedesco (per i quali Terezín era il luogo di raccolta designato). Circa 250 furono i bambini nati nel ghetto. Nelle ultime 2-3 settimane di guerra Terezín fu anche uno dei terminali delle marce della morte e circa 800 bambini (soprattutto adolescenti) vi giunsero così da altri campi di concentramento.
A Terezín i bambini vivevano con le famiglie o in case a loro specificamente destinate. Le condizioni di vita erano estremamente precarie a causa del sovraffollamento, della fame, e delle malattie. Compiuti i 14 anni anche i bambini erano sottoposti al lavoro coatto. Vi era poi soprattutto la costante minaccia dei frequenti trasporti verso i campi di sterminio (che iniziati già nel gennaio 1942, proseguirono con cadenza regolare per tutta la durata della guerra).
Le autorità di autogoverno ebraico si impegnarono per quanto possibile di dare una parvenza di normalità alla loro vita. Se non era permesso che essi frequentassero la scuola, si organizzarono per loro attività sportive e programmi culturali (diurni ma anche serali per i maggiori di 14 anni), dove i loro insegnanti (tra cui alcuni dei più celebri intellettuali, educatori, musicisti e artisti ebrei dell'epoca) li incoraggiarono a praticare le arti e la musica e a dare espressione alla propria creatività.

### Fredy Hirsch e l'organizzazione della gioventù a Terezín
Il leader sionista Fredy Hirsch arriva a Terezín il 4 dicembre 1941 come parte di una squadra chiamata Aufbaukommando II, composta da 23 dipendenti della comunità ebraica con il compito di organizzare la vita nel ghetto appena creato. Hirsch aveva una lunga esperienza di educatore e si era già distinto come organizzatore di attività per i bambini della comunità ebraica praghese all'indomani dell'occupazione nazista. Fin dall'inizio dell'esistenza del ghetto, vennero create delle case speciali per i bambini, dove essi potessero risiedere o trascorrere la giornata. Fredy Hirsch, Egon Redlich e Bedřich Prager erano responsabili della cura dei giovani. Hirsch e gli altri assistenti cercarono in tutti i modi possibili di migliorare le condizioni di vita dei bambini nel ghetto. Particolare importanza fu data alla cura dell'igiene personale per mantenere la loro condizione psicologica e fisica, perché in questa risiedeva la loro unica speranza di sopravvivenza. Il fatto che Hirsch venisse dalla Germania, unito alla sua personalità carismatica, ne facevano una figura autorevole anche nei confronti delle SS.
Hirsch rimase l'animatore principale delle attività per la gioventù a Terezín fino al settembre 1943, quando fu deportato a Auschwitz-Birkenau dove per 6 mesi poté trasferire la propria esperienza nell'organizzazione del campo per le famiglie di Terezín a Auschwitz-Birkenau, fino alla morte nelle camere a gas l'8 marzo 1944.

### I settimanaliVedem(1942-44) eKamarad(1943-44)

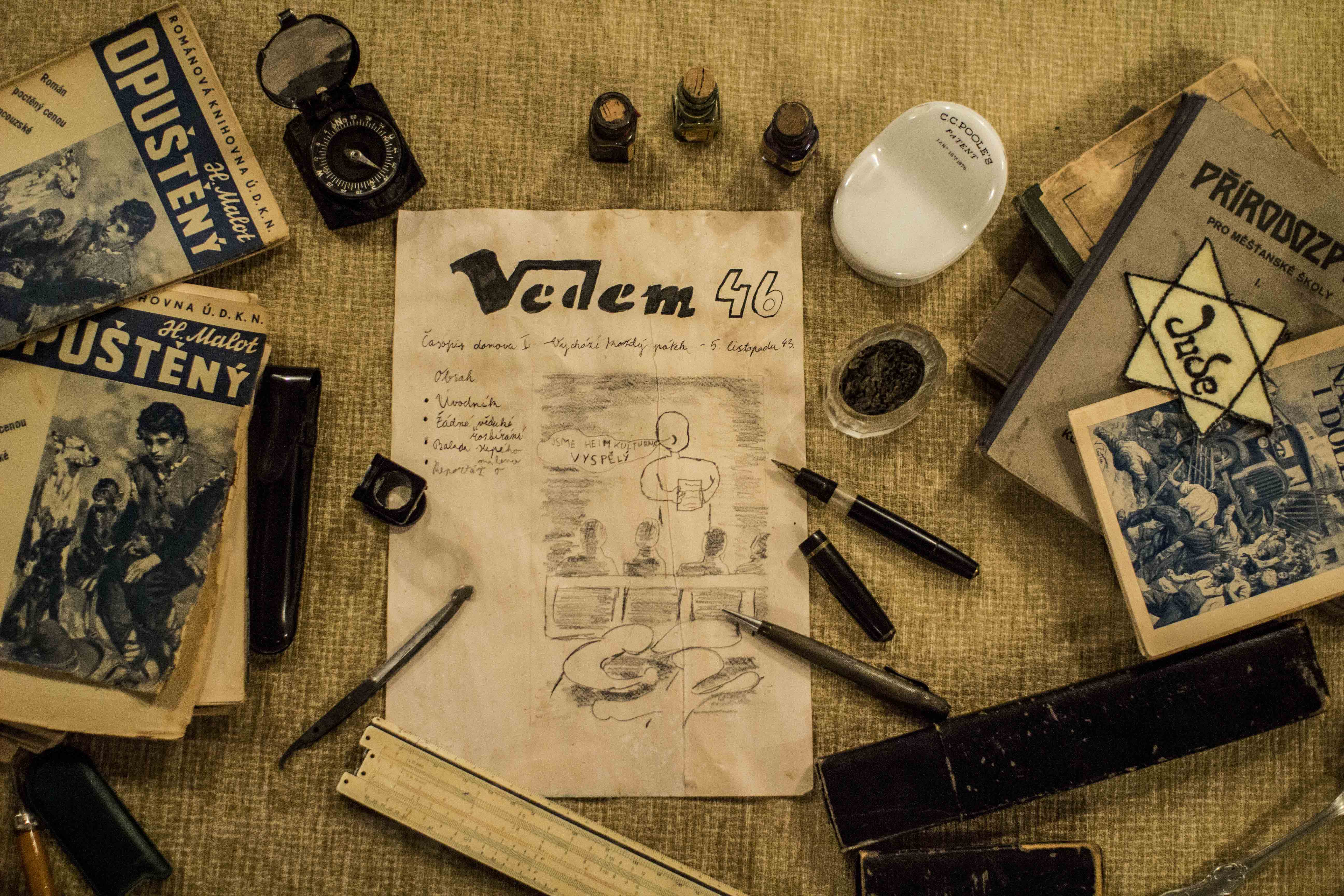
Il settimanale Vedem

Giunto a Terezín nel 1942 a 14 anni, Petr Ginz dette vita con un gruppo di ragazzi della sua età ad una rivista clandestina e autogestita per bambini, Vedem ("Avanguardie"). La rivista, che per due anni fu pubblicata regolarmente ogni settimana e della quale si sono conservate circa 700 pagine, è una delle più straordinarie produzioni letterarie di Terezín. Oltre a svolgere il ruolo di editore in capo, Ginz vi scrisse numerosi articoli che spaziano dalla letteratura, all'arte, alla sociologia. Ginz raccolse anche interviste sulla vita nel campo e ne descrisse la struttura e gli edifici.
Tra il centinaio di ragazzi che contribuirono a Vedemc, con articoli e poesie, il più talentuoso e celebrato a Terezín fu Hanuš Hachenburg, le cui opere poetiche sono ancora oggi oggetto di ammirazione e di studio. Era uno dei ragazzi che vivevano nella stanza 1 della casa per bambini L417, assieme a Petr Ginz e Pinta Mühlstein (uno dei giovani protagonisti dell'opera Brundibar). Il gruppo, ispirato dall'educatore Valtr Eisinger, era il vero motore dell'iniziativa.
Lo spirito del gruppo è ben sintetizzato in un brano tratto da uno degli articoli pubblicato da Ginz su Vedem:
“Ci hanno strappati dal terreno fertile del lavoro, della gioia, della cultura che doveva nutrire la nostra gioventù. Lo fanno con un solo scopo: distruggerci non fisicamente, ma spiritualmente e moralmente. Otterranno il loro scopo? Mai! Privati delle nostre vecchie fonti di cultura, ne creeremo di nuove. Separati dalle nostre vecchie sorgenti di gioia, creeremo per noi una gioiosamente radiante vita nuova.”
Solo una quindicina tra i ragazzi che contribuirono alla stesura del settimanale sopravvissero allo sterminio. Hanuš Hachenburg fu deportato ad Auschwitz già nel dicembre 1943 (vi morirà il 10 luglio 1944). Anche Petr Ginz fu incluso in uno degli ultimi trasporti per Auschwitz, dove fu assassinato nelle camera a gas il 28 settembre 1944.
Ispirati da Vedem altri settimanali furono prodotti da altri gruppi di ragazzi. Il 29 ottobre 1943 uscì la prima copia di Kamarad, di cui saranno diffusi 22 numeri fino al 22 settembre 1944. Il settimanale (in lingua ceca), le cui copie si sono miracolosamente preservate nel dopoguerra, fu fondato e diretto da Ivan Polak con un gruppo di amici che vivevano al ghetto nello stesso edificio (Q609). Tra di loro era anche Michal Kraus, uno dei pochi del gruppo a sopravvivere allo sterminio, il quale nel 1945-47 produrrà sullo stesso stile una cronaca illustrata in tre volumi delle sue esperienze a Terezín, Auschwitz e Mauthausen.

### I disegni (1943-44)

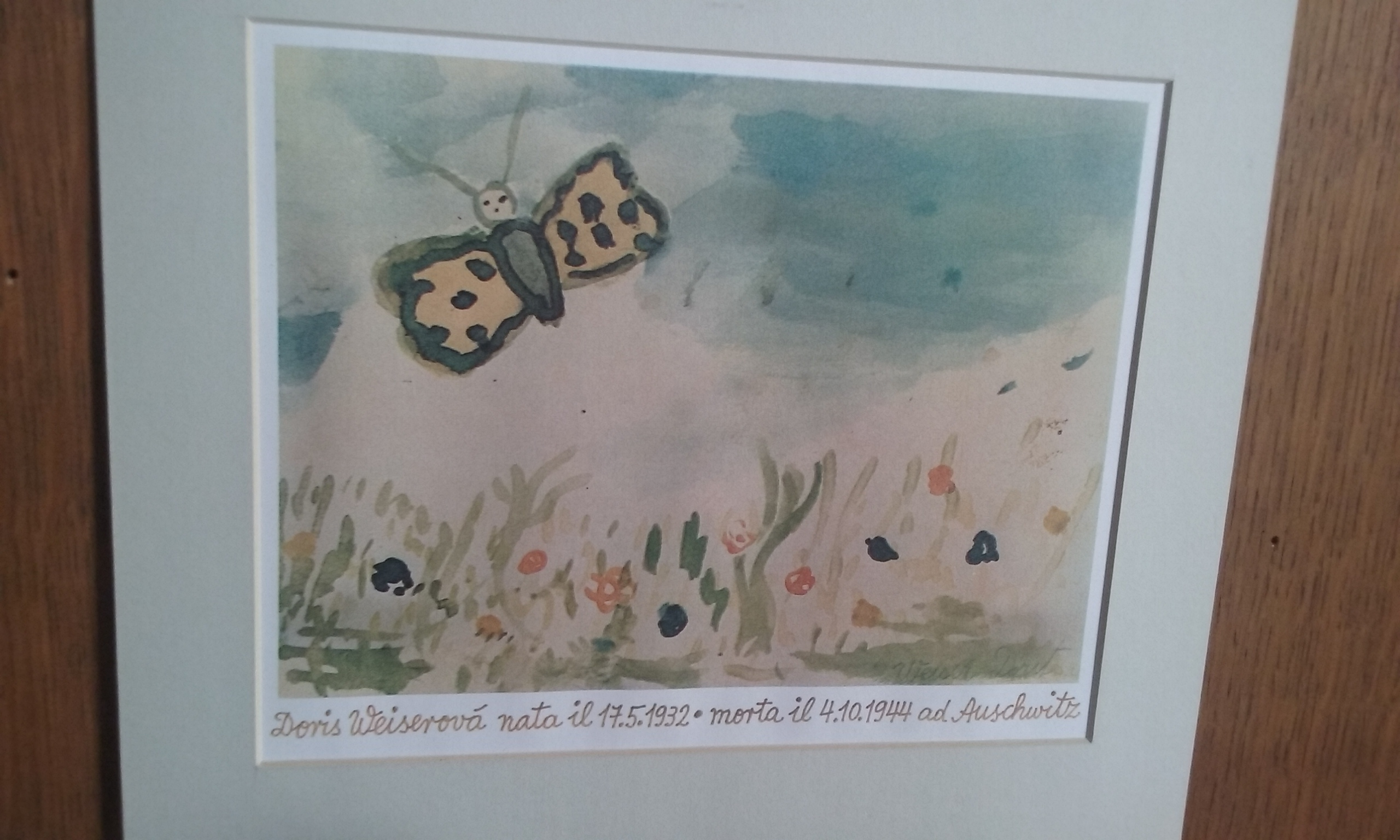
I dipinti di Terezín: Doris Weiserovà

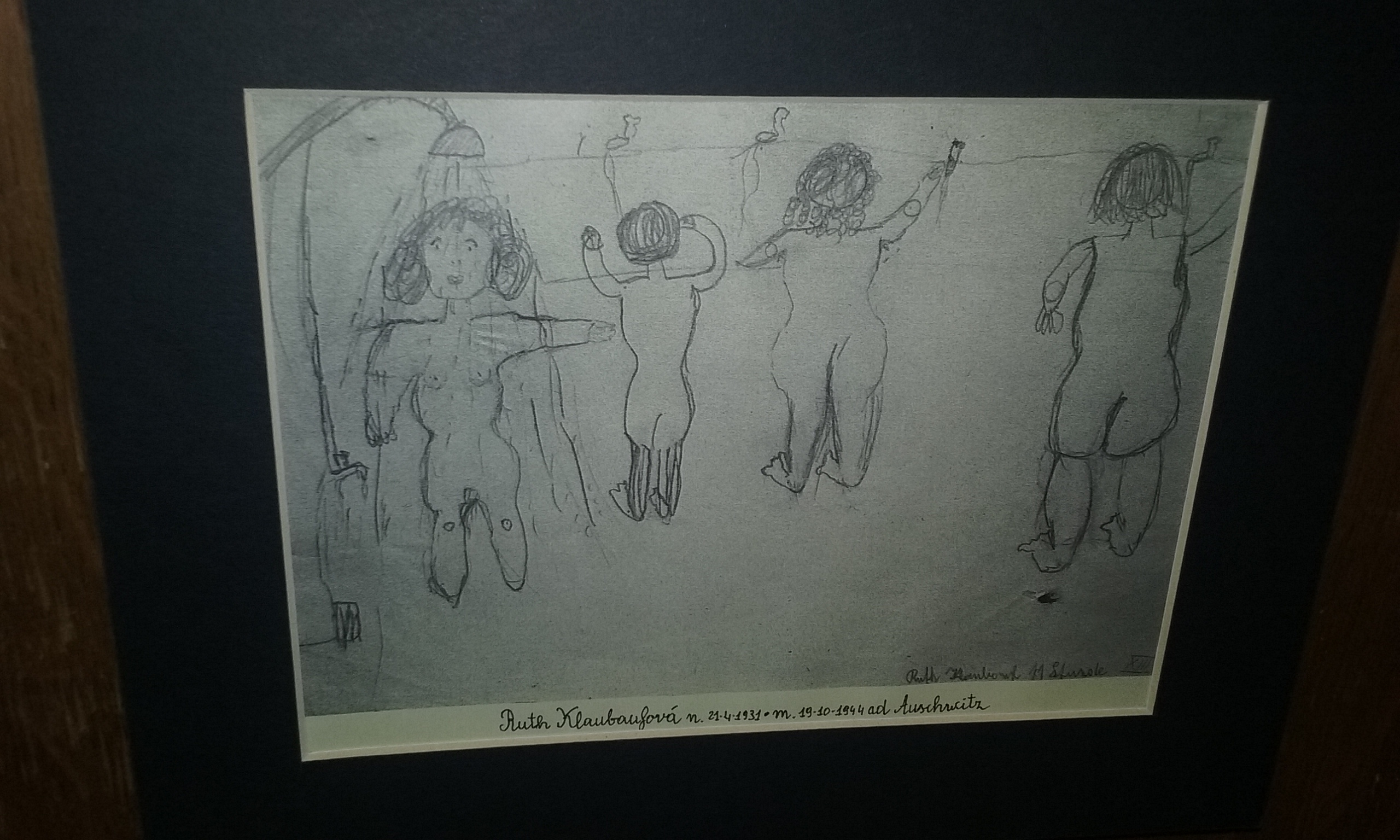
I dipinti di Terezín: Ruth Klaubafovà

Nel 1943-44 Friedl Dicker-Brandeis diresse vari programmi d'arte per circa 600 bambini. I disegni dei suoi giovani allievi raffigurano sia soggetti semplici come farfalle, fiori, case di campagna e tutto ciò che con ogni probabilità rappresentava i desideri più sinceri e ingenui di bambini cui era stata sottratta l'infanzia, sia scenari che dimostrano una maturità e una consapevolezza degli eventi che li circondavano non indifferente. Spesso infatti Friedl si imbatte in disegni con scheletri, fucili e soldati come protagonisti. Friedl non manca di notare inoltre come le ore dedicate all'insegnamento dell'arte diventino per i ragazzi fondamentali, se non addirittura indispensabili, per rientrare in contatto con sensazioni che per la paura e lo sconforto erano state rimosse o represse consentendo loro di ripristinare, seppur per pochi istanti e nonostante la mancanza di strumenti adeguati, equilibri emotivi che inevitabilmente eventi di tale drammaticità andavano a scombussolare.
Friedl inizia dunque ad annotare le proprie osservazioni e considerazioni circa il valore terapeutico dell'arte nell'infanzia e nell'adolescenza esponendole al resto degli insegnanti del campo e proponendosi di dedicarsi più approfonditamente a questa tematica una volta terminata la guerra. A tal proposito, Friedl decide di catalogare per nome e data di realizzazione i disegni dei propri studenti che nasconde accuratamente in alcune valigie. Alcuni giovani studenti (in particolare Jozef Novák, Jindřich Seiner, Hana Fischerova, Hana Lustigova, e Helga Hošková-Weissová) mostrano tratti di forte individualità e personalità artistica.
Friedl e la maggior parte dei suoi allievi furono deportati nell'ottobre 1944. Si conoscono i nomi di solo 4 sopravvissuti. Dopo la fine della guerra, le valigie contenenti i disegni di Friedl e dei suoi allievi furono prelevate dall'esercito russo, grazie all'aiuto di una delle studentesse di nome Raja. Gli oltre 4000 disegni vennero custoditi a Praga dal professore William Groag. Groag decise comunque di mostrare la collezione al pubblico solamente una decina di anni dopo il loro rinvenimento. La maggior parte dei disegni sono oggi esposti all'ammirazione dei visitatori alla Sinagoga Pinkas nel Quartiere-Museo ebraico di Praga.

### La musica (1943-44)

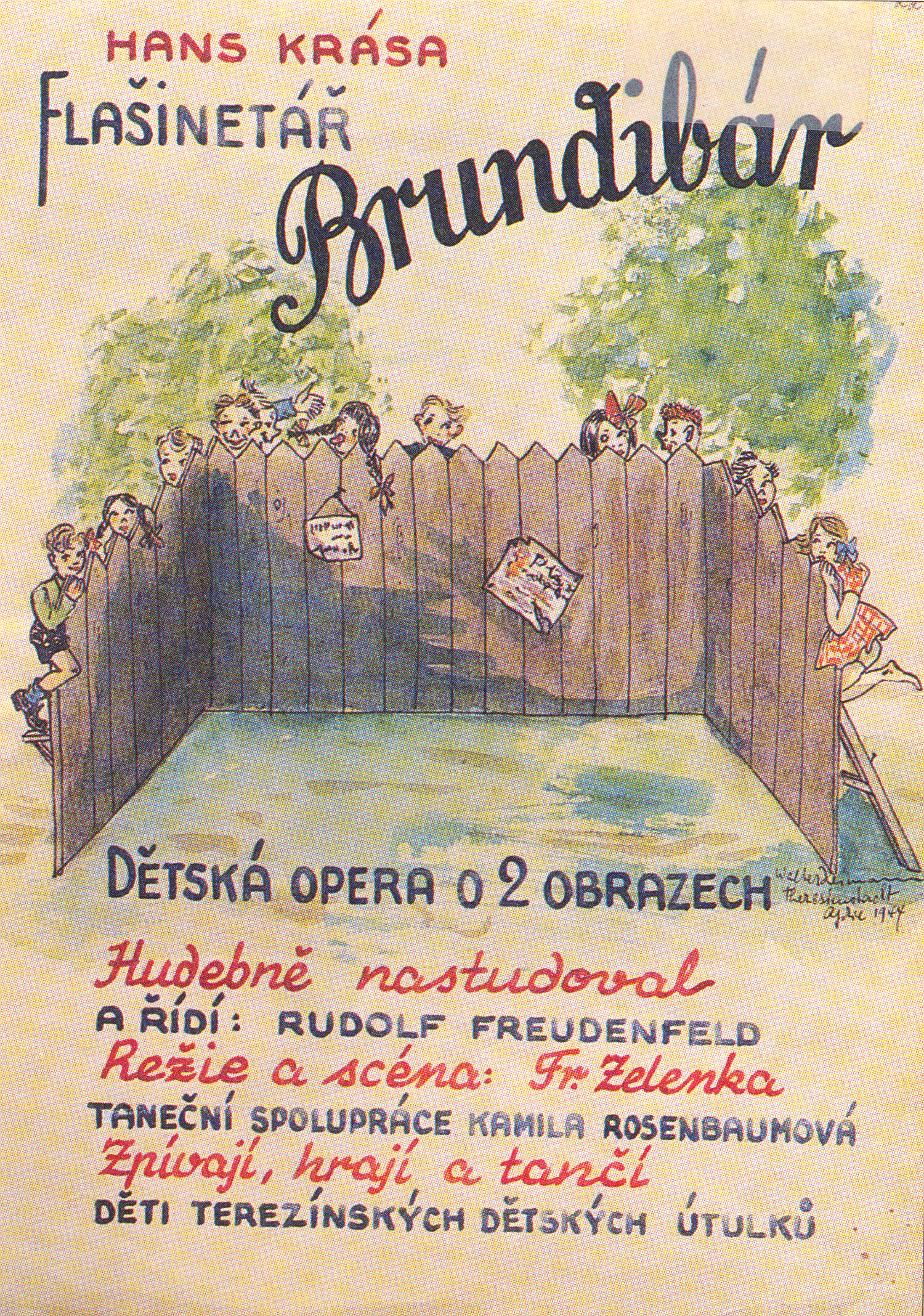
Poster per la rappresentazione di Brundibar a Terezín

Numerosi spettacoli musicali furono organizzati per e con i bambini di Terezín. Il 23 settembre 1943 i bambini misero in scena l'opera Brundibar di Hans Krása, che nei mesi successivi conobbe un totale di ben 55 repliche. I giovani protagonisti dell'Opera furono:
- Honza Treichlinger (1930-1944) = Brundibár
- Pintǎ Mühlstein (m.1944) = Pepiček
- Greta Hofmeister (n.1929) = Aninka
- Zdeněk Ohrenstein (1929-1990) = il cane
- Ela Stein (1930-2018) = il gatto
- Maria Mühlstein (1932-1944) / Stephan Herz-Sommer (1937–2001) = il passerotto.

In Auschwitz morirono alcuni degli interpreti principali, tra cui il protagonista Honza Treichlinger e i fratelli Mühlstein, assieme alla maggior parte dei bambini del coro e dei piccoli spettatori che affollarono le repliche di Brundibar.

### La visita della croce Rossa e il film (giugno-settembre 1944)
Il Campo di concentramento di Theresienstadt (Terezín) fu a lungo usato dai nazisti a scopo propagandistico, come il "ghetto modello" che doveva mostrare al mondo la benevolenza di Hitler verso gli ebrei del Terzo Reich. Quando una commissione della Croce Rossa arrivò al ghetto il 23 giugno 1944, i nazisti pensarono bene di sfruttare le capacità artistiche ed espressive dei bambini. Ad essi fu chiesto di avere un ruolo di primo piano nell'illustrare le "meraviglie" della città "donata agli ebrei da Hitler". I visitatori furono fatti assistere ad una rappresentazione di Brundibar. Era tutta una macabra finzione. 7.500 persone, tra cui centinaia di bambini erano stati deportati ad Auschwitz alla vigilia della visita proprio per far sembrare il luogo meno sovraffollato e la visita fu studiata nei minimi dettagli secondo un copione preordinato. Forti del "successo" dell'opera di disinformazione messa in atto durante la visita della Croce Rossa, ai primi di settembre dello stesso anno le autorità nazista commissionarono all'attore e regista Kurt Gerron un film di propaganda che esaltasse le virtù del ghetto modello. Il filmato, intitolato Theresienstadt. Ein Dokumentarfilm aus dem jüdischen Siedlungsgebiet (Terezin: Un documentario sul reinsediamento degli ebrei), mostra bambini allegri e sorridenti, cui viene offerto cibo in abbondanza, persino scene di una rappresentazione di Brundibar. Era ancora tutta una macabra finzione. Terminate le riprese del film la maggior parte dei piccoli interpreti e spettatori furono inviati alle camere a gas ad Auschwitz-Birkenau.

## I deportati ad Auschwitz
Nonostante la propaganda e le (relativamente) migliori condizioni di vita del campo, Terezín era e rimase sempre agli occhi dei nazisti solo un luogo di soggiorno temporaneo e di transito verso i campi di sterminio, una vera e propria anticamera alla morte. I bambini di Terezín furono con sempre maggiore frequenza inclusi nei trasporti che a partire dal gennaio 1942 trasferirono a più riprese gli abitanti di Terezín prima verso i ghetti dell'est, e quindi direttamente ai campi di sterminio di Treblinka e Auschwitz per non altra ragione che per essere lì uccisi. L'intera vita del campo (bambini inclusi) era scandita dalla paura costante di ammalarsi o di trovarsi inseriti in uno dei trasporti per l'est verso una destinazione sconosciuta dalla quale si sapeva che non c'era ritorno.

### I bambini di Białystok
Il 24 agosto 1943 giunse a Terezín un convoglio di 1260 bambini dal ghetto di Białystok. Essi erano il risultato di una selezione operata qualche giorno prima, il 17 agosto 1943, nell'ambito della liquidazione del ghetto di Białystok.
I bambini (la maggior parte dei quali aveva tra i 6 e i 12 anni) giunsero in condizioni che i testimoni definiscono come deplorevoli. Poiché i bambini erano stati testimoni dell'uccisione degli adulti e potevano diffondere notizie accurate sul trattamento degli ebrei nei ghetti della Polonia e sull'esistenza delle camere a gas, a Terezín essi furono tenuti in isolamento; così dopo la doccia vennero sistemati in alcune baracche di legno fuori dei confini del campo, rifocillati e rivestiti. I 53 "volontari" (medico, infermieri, assistenti sociali), che furono selezionati per prendersi cura di loro (tra cui anche la sorella di Franz Kafka, Ottilie), furono anch'essi isolati nelle baracche assieme ai bambini. Per qualche tempo i nazisti sperarono di poter utilizzare i bambini per uno scambio di prigionieri o di materie prime ma quando le trattative con gli inglesi fallirono, i 1196 bambini ancora in vita furono inviati ad Auschwitz (assieme agli adulti che li avevano accuditi). Il trasporto, partito il 5 ottobre 1943, arrivò ad Auschwitz il 7 ottobre; Nonostante all'epoca esistesse a Birkenau un campo speciale per le famiglie di Terezín, in questo caso tutti i componenti del trasporto (bambini e accompagnatori) vennero immediatamente condotti alle camere a gas.

### Il Campo per le famiglie di Terezín a Auschwitz-Birkenau

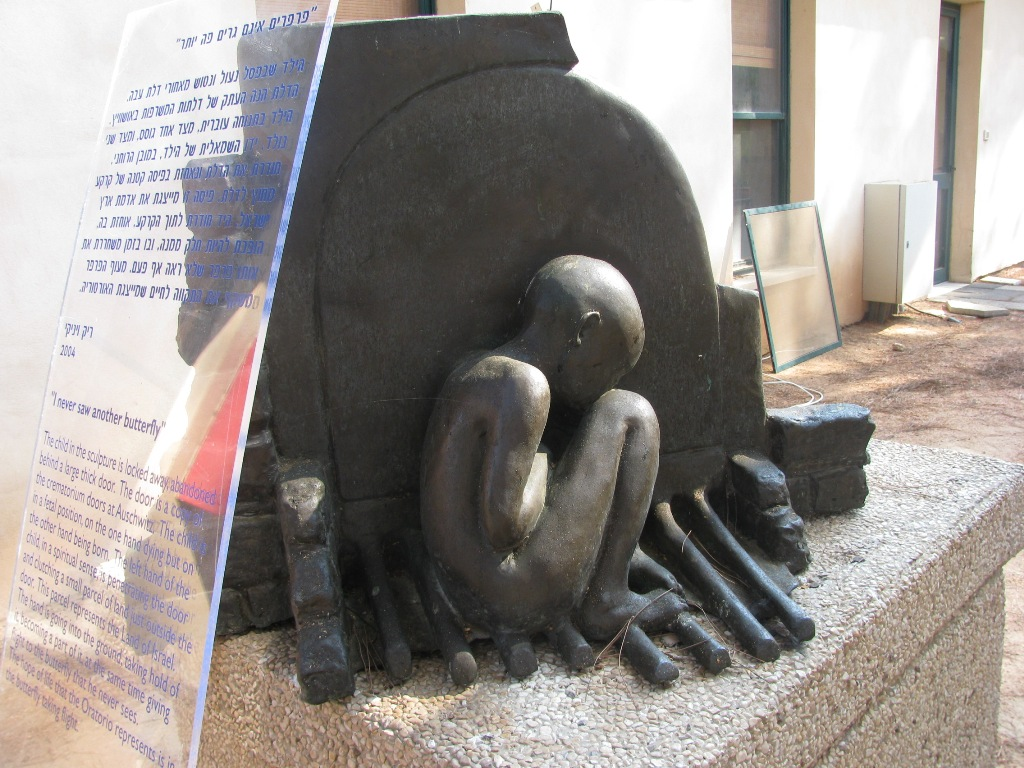
Monumento ai bambini di Terezin a Beit Terezin Givat Haim in Israele

Dal settembre 1943 al luglio 1944, le autorità naziste decisero di duplicare a Birkenau le condizioni del ghetto-modello di Terezín. Contrariamente ai trasporti precedenti o successivi, i bambini che giunsero a Auschwitz-Birkenau durante quei mesi non furono avviati direttamente alle camere a gas, ma senza alcuna selezione ad un campo per famiglie appositamente predisposto all'interno di Birkenau (sezione BIIb). I bambini, divisi per *****, erano alloggiati nelle baracche con i familiari, furono tuttavia autorizzati a trascorrere la giornata in una loro baracca, dove i loro insegnanti guidati dal carismatico Fredy Hirsch li impegnavano in lezioni improvvisate e giochi. Per loro Dina Babbitt (Dinah Gottliebová) dipinse su una parete della baracca un'immagine di Biancaneve e i Sette Nani, ispirata ai suoi ricordi del film della Disney.
Nonostante questi "privilegi", le condizioni di vita erano durissime. I detenuti dovevano vivere in una serie di baracche collocate in una stretta e fangosa striscia di terra lunga 600 m e larga 160 m, circondata da una recinzione elettrificata. A capo della sezione era Arno Böhm, un criminale tedesco, considerato uno dei Kapò più spietati di Auschwitz. I bambini al pari degli adulti soffrirono per la fame, il freddo, la fatica, le malattie, la disciplina e la scarsa igiene. Il tasso di mortalità non era più basso che nel resto di Auschwitz (superando il 20%).
I prigionieri scoprirono presto che il trattamento "privilegiato" era a termine, per soli 6 mesi. L'8 marzo 1944 e quindi tra il 10 e il 12 luglio 1944 (quando il campo per famiglie fu definitivamente chiuso) la maggior parte di essi (inclusi quasi tutti i bambini) furono condotti alle camere a gas. Solo un centinaio di adolescenti (ed alcune coppie di gemelli inclusi tra i bambini di Mengele) sopravvissero alle selezioni.
Tra i bambini deportati nel campo per famiglie ci fu anche Hanuš Hachenburg, il giovanissimo poeta di Terezin che vi giunse con la madre nel dicembre 1943. Non sappiamo se abbia frequentato la baracca dei bambini (aveva già compiuti i 14 anni). Sappiamo però che anche a Birkenau continuò a scrivere poesie. Un suo poema, Gong,  divenne così popolare che si dice fosse memorizzato da molti prigionieri. Hanuš non sopravvisse alla liquidazione del campo; vi morirà il 10 luglio 1944.

### "The Birkenau Boys"
Il 6 luglio 1944, alla vigilia della liquidazione finale del campo per le famiglie di Terezín a Auschwitz-Birkenau un gruppo di 89 adolescenti  tra i 14 e i 16 anni furono personalmente selezionati da Josef Mengele per lavorare come portaordini e tuttofare nel campo. Una quarantina di loro sopravvissero all'Olocausto, dopo complesse vicissitudini, dopo aver affrontato le marce della morte e venendo liberati in altri campi. Di molti dei sopravvissuti si conoscono i nomi: Gerhard Durlacher (1928-1998), Frank Misa Grunwald (b.1932), Michal Kraus (n.1930), Harry Osers (n.1929), Walter Hacker, Jiri Diamant, Hanuc Furnberf, Ota Furth, Pavel Krajsky, Ernst Hacker, Harry Goldberger (1931-1997), Toman Brod, John Freund, Helmut Szprycer, Jindrich Silberstein, Pavel Bergman, Yehuda Bacon (n.1929), Michael Honigwachs, Harry Kraus (n.1931), Harry Fink (1931-2006), Jan Strebinger (n.1931), Bedrich Steiner (n.1931), Pavel Werner (n.1932), Robert Herz (1930-2000), Karel "Charles" Winter (n.1930), Werner Reich, e altri. Nel dopoguerra fonderanno un'associazione e si riferiranno a se stessi come "The Burkenau Boys". Per la sua particolarieta' il gruppo è oggetto di numerosi studi e pubblicazioni.

## Gli ultimi mesi di vita del campo di Terezín
Archiviata la visita della Croce Rossa e "liquidato" il campo per le famiglie di Terezín a Auschwitz-Birkenau, il piano nazista era ora quello di sopprimere anche gli ultimi residenti del campo di Terezín. Solo il progetto del film di propaganda nell'estate 1944 ritardò l'esecuzione del piano alla fine del settembre 1944. Da quel momento, e per il mese successivo, undici convogli partirono da Terezín con destinazione Auschwitz. Ad affollarli anche la gran maggioranza dei bambini ancora residenti a Terezín e i loro educatori. Le deportazioni del settembre-ottobre 1944 segnarono la fine di ogni attività culturale, musicale o artistica nel campo. Per i circa 800 bambini rimasti a Terezín furono mesi di terrore nella continua paura di essere anch'essi uccisi o deportati o di morire per le malattie ormai diffuse a livello epidemico, mentre i nuovi arrivi di altri 800 bambini e adolescenti (molti dei quali reduci dalle marce della morte dai campi di concentramento dell'est) svelò la realtà e le dimensioni dello sterminio. L'attesa liberazione giunse solo agli inizi di maggio 1945.

## Le vittime e i sopravvissuti
Il "ghetto modello" di Terezín si dimostrò alla fine non meno letale dei suoi analoghi in Polonia. Su un totale di «155.000 ebrei passati da Theresienstadt fino alla sua liberazione l'8 maggio 1945; 35.440 perirono nel ghetto e 88.000 furono deportati» per essere eliminati. Altri furono trasferiti in altri campi. Due gruppi furono rilasciati prima della fine della guerra: il 5 febbraio 1945, Heinrich Himmler autorizzò il trasporto in Svizzera di 1.210 ebrei (per la maggior parte olandesi) in cambio di un riscatto, mentre il 15 aprile fu permesso il rimpatrio dei 423 ebrei danesi. Quando il campo fu liberato l'8 maggio 1945, vi si contarono circa 30.000 persone (di queste 17.000 erano sopravvissute tra i residenti del campo e 13.000 vi si erano aggiunti solo nelle ultime 2-3 settimane da altri campi di concentramento).
La ricca eredità culturale lasciata dai bambini di Terezín non abbe alcuna influenza sulla loro sorte. La percentuale di mortalità tra i circa 15.000 bambini e adolescenti di Terezín non fu inferiore che altrove: il 90% di essi sotto i 16 anni perì nell'Olocausto, inclusi la maggior parte degli autori dei disegni, degli interpreti dell'opera Brundibar e dei lettori e collaboratori di Vedem.
È molto difficile determinare il numero esatto dei bambini sopravvissuti, se non per approssimazione. Molto dipende prima di tutto da quale fascia di età si consideri, se i minori di età inferiore ai 14 anni o anche gli adolescenti. Secondo le stime più recenti e accurate, il totale complessivo dei sopravvissuti (bambini e adolescenti) è attorno a 1.800. Il numero di 100-150 che spesso viene ripetuto in alcune fonti si riferisce al numero dei bambini sopravvissuti tra i 6.588 che furono deportati (coloro che fecero ritorno erano quasi tutti adolescenti, pochissimi quelli di età inferiore ai 14 anni). Ai 100-150 reduci dai campi di sterminio vanno aggiunti tra i sopravvissuti una cinquantina di bambini danesi (che poterono lasciare Terezín il 15 aprile 1945) e i 1,633 che vi si contarono al momento della Liberazione, di cui solo la metà però vi risiedeva prima dell'ottobre 1944. Si può quindi affermare che dei circa 1.800 sopravvissuti solo un migliaio furono coloro che vissero appieno l'esperienza dei bambini di Terezín, perché 800 di loro vi giunsero solo negli ultimi giorni o settimane di guerra, provenienti da altri campi di concentramento e altre esperienze.

### Vittime
- František Bass (1930-1944), autore di opere poetiche
- Petr Ginz (1928-1944), il fondatore e editore della rivista Vedem
- Hanuš Hachenburg (1929-1944), autore di opere poetiche e letterarie
- Ivan Polak (1929-1945), editore della rivista Kamarad
- Honza Treichlinger (1930-1944), cantante e attore, protagonista dell'opera Brundibar

### Sopravvissuti

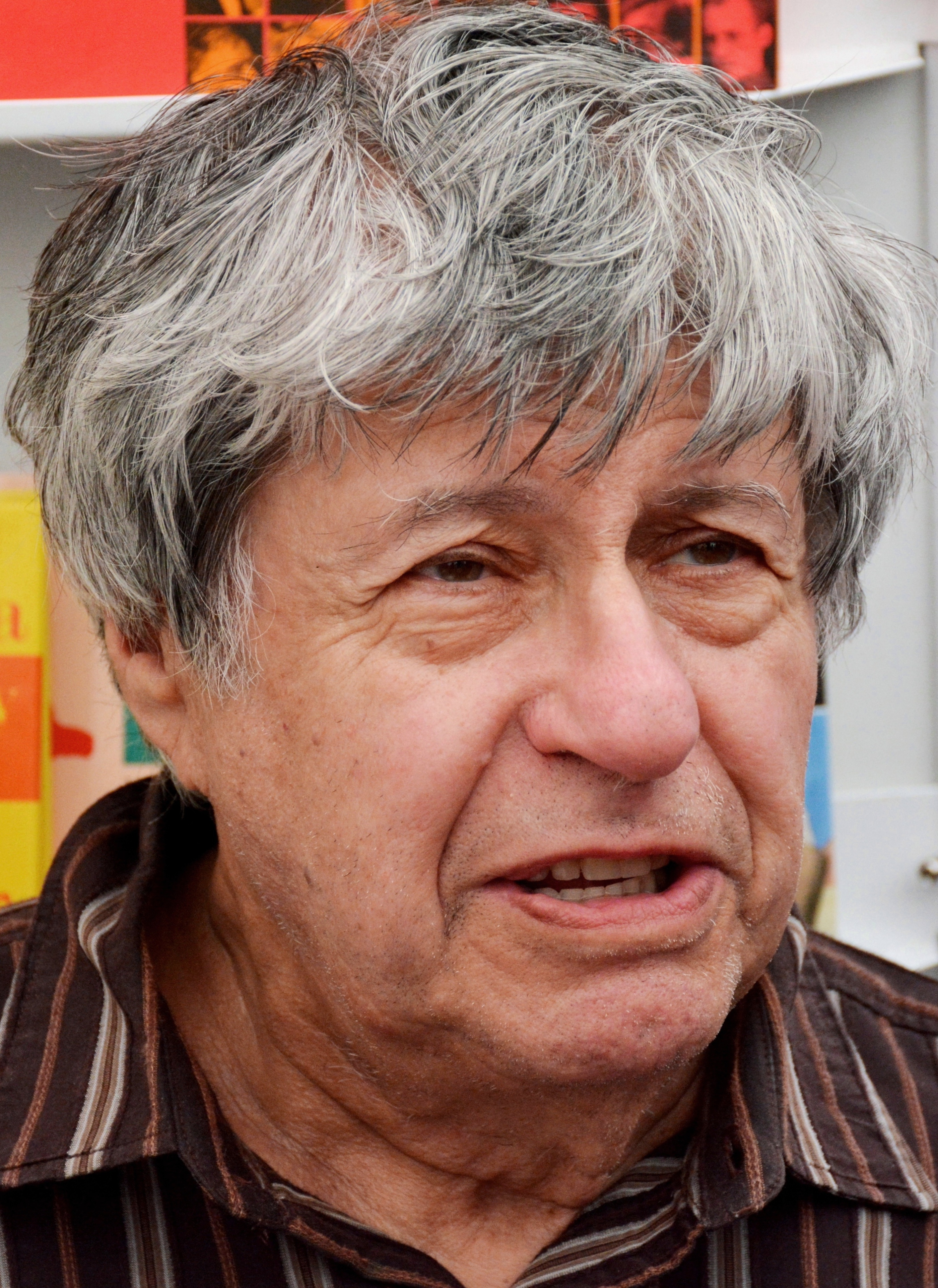
Lo scrittore ceco Ivan Klíma è stato uno dei pochi bambini di Terezín sopravvissuti all'Olocausto e uno dei pochissimi ad avervi soggiornato per l'intero periodo di vita del campo, dal 1941 fino alla liberazione nel 1945

#### Internati a Terezín (e ivi rimasti)
A questo gruppo appartengono quei circa 800 bambini che internati a Terezín vi rimasero fino alla Liberazione, non conoscendo quindi l'esperienza dei campi di sterminio:
- Inge Auerbacher (n.1934), scrittrice [1942-45]
- Ernst Grube (n.1929), insegnante [1945]
- Ivan Klíma (n.1931), scrittore [1941-45]
- Peter Spier (n. Amsterdam, 1927), scrittore
- Věra Weislitzová (n.1927), scrittrice
- Ela Weissberger (n.1930), una delle interpreti di Brundibar
- Zuzana Justman (n.1931), regista

#### Internati a Terezín (e quindi deportati)
A questo gruppo appartengono i 142 bambini di Terezín che deportati ad Auschwitz sopravvissero ai campi di sterminio:
- Yehuda Bacon (n.1929), artista [1942-43 → Auschwitz, marce della morte]
- George Brady (n.1928), imprenditore [1942-44 → Auschwitz, marce della morte]
- Cordelia Edvardson (1929-2012), giornalista [→ Auschwitz]
- Hana Greenfield (1926-2014), scrittore [→ Auschwitz, Bergen Belsen]
- Paul Kling (1929-2005), musicista [→ Auschwitz]
- Greta Klingsberg (n.1929), musicista [→ Auschwitz], una delle interpreti di Brundibar
- Ruth Klüger (n.1931), storico [→ Auschwitz]
- Arnošt Lustig (1926-2011), scrittore [1942-44? → Auschwitz, marce della morte]
- Herbert Thomas Mandl (1926-2007), scrittore [1942 → Auschwitz, Dachau]
- Zdeněk Ohrenstein (1929-1990), attore [→ Auschwitz, Dachau], uno degli interpreti di Brundibar
- Zuzana Růžičková (n.1927), scrittrice [→ Auschwitz, Bergen-Belsen]
- Helga Pollak-Kinsky (n.1930), scrittrice [→ Auschwitz, ritorna a Terezín nel 1945]
- Felix Weinberg (1928-2012), fisico [→ Auschwitz, Buchenwald]

#### Liberati a Terezín ma giunti da altri campi di concentramento
A questo gruppo appartengono quei circa 800 bambini che giunsero a Terezín negli ultimi mesi o settimane o giorni prima della Liberazione, provenendo da altri campi di concentramento e altre esperienze:
- Ben Helfgott (n.1929), atleta [1945, da Buchenwald]
- Arek Hersh (n.1928), testimone [1945, da Auschwitz]
- Egon Lánský (1934-2013), giornalista [1945]
- Simcha Lieberman (1929-2009), studioso del Talmud
- Alina Szapocznikow (1926-1973), artista [1945]

## Film riguardanti la condizione dei mabini nel campo di Terezín
- Der Führer schenkt den Juden eine Stadt (Il Führer dona una città agli ebrei), regia di Kurt Gerron (1944) <documentario di propaganda nazista>
- Voices of the Children, regia di Zuzana Justman (1998) <documentario>
- Children of Terezin, regia di Gabriel Bologna (2011) <documentario>
- The Boys of Terezin, regia di Shahab John Sharify (2011) <documentario>
- Misa's Fugue, regia di Sean D. Gaston (2012) <documentario>